# 765-й штурмовой авиационный полк
765-й штурмово́й авиацио́нный Варшавский ордена Суворова полк — авиационная воинская часть ВВС РККА штурмовой авиации в Великой Отечественной войне.

## Наименования полка
- 9-й легко-бомбардировочный авиационный полк (03.1938 г.)[1];
- 9-й легкий штурмовой авиационный полк;
- 9-й штурмовой авиационный полк[1];
- 65-й штурмовой авиационный полк (1-го формирования) (01.09.1940 г.);
- 65-й штурмовой авиационный полк (2-го формирования) (22.07.1941 г.)[1];
- 765-й штурмовой авиационный полк[2];
- 765-й штурмовой авиационный ордена Суворова полк;
- 765-й штурмовой авиационный Варшавский ордена Суворова полк.

## История и боевой путь полка
Полк сформирован в марте 1938 года на аэродроме Дно ВВС Ленинградского военного округа как 9-й легко-бомбардировочный авиаполк. На вооружении имел самолёты Р-5ССС. Весной 1939 года полк перебазирован на аэродром Гривочки. В начале лета 1939 года полк начал перевооружение на И-15бис. По состоянию на 1 июля 1939 года полк имел 30 И-15бис и 39 Р-5ССС. К началу советско-финской войны перевооружение полка не было закончено, поэтому полк не планировался для участия в войне и 24 ноября 1939 года из Гривочек перелетел подальше от фронта. Места базирования: 1-я аэ Крестцы; 2-я аэ Кречевицы; 3-я аэ Едрово; 4-я аэ Гривочки.
С 30 ноября 1939 года по 13 марта 1940 года полк составом 2-й эскадрильи принимал участие в Советско-финляндской войне. На основании директивы Генерального штаба № 0/3/105108 от 23.08.1940 года полк с 1 сентября 1940 года переведен на новые штаты (пять эскадрилий по штату 15/910 и управление по штату 15/928-В) и переименован в 65-й штурмовой авиаполк.
К началу Великой Отечественной войны полк базировался на аэродроме Гривочки неподалёку от города Дно. На вооружении полка состояли 74 И-15 бис. С 29 июня полк наносит удары по танковым и мотомеханизированным колоннам противника. Полк входил в состав 2-й смешанной авиадивизии и защищал город Ленинград и Выборг.
22 июля 1941 года из состава полка выделены 2-я и 3-я эскадрильи, на базе которых сформирован новый 65-й штурмовой авиаполк двухэскадрильного состава. Летчики убыли в Воронеж для переучивания на самолётам Ил-2. За период боевых действий летчики этих двух эскадрилий выполнили 120 боевых вылетов. На основании приказа ВВС КА № 00106 от 30 августа 1941 года полк вошел в состав 3-й резервной авиагруппы на аэродроме Кайвакса (18 км севернее Тихвина).
25 октября 1941 года приказом командующего ВВС КА полк (65-й штурмовой авиационный полк (2-го формирования)) переброшен под Москву на аэродром Ногинск, а три эскадрильи И-15 бис (65-й штурмовой авиационный полк (1-го формирования)) направлены в Карелию. В октябре и ноябре 1941 года полк наносил удары по наступающим мотомеханизированным частям на тульском и серпуховском, наро-фоминском и можайском, клинском и волоколамском направлениях. В декабре 1941 года и январе и феврале 1942 года полк активно наносил удары по отступающим частям противника в районах Можайска, Дорохово, Рузы, Волоколамска и Шергинево. Полк был единственным штурмовым полком обороны города Москвы.
За период битвы за Москву полк выполнил 320 боевых вылетов, уничтожил и повредил 140 танков, 1300 автомашин, 6 бензоцистерн, 407 повозок с грузом, 26 полевых орудий, 82 миномета, живой силы противника — до 2 батальонов.
5 февраля 1942 года полк прекратил боевую работу и вошел в состав ВВС 16-й армии Западного фронта. В феврале полк был передан в состав 1-й воздушной армии и на его базе создан учебный центр переучивания летчиков на Ил-2. 20 февраля 1942 года полк переименован в 765-й штурмовой авиационный полк.
30 мая 1942 года полк перебазировался на аэродром Юрьевское и вошел в состав 232-й штурмовой авиадивизии Западного фронта и 3 июня приступил к боевой работе с задачей штурмовыми действиями по переднему краю и подходящим резервам противника в районе Дорогобуж и Ельня, облегчить положение группы генерал-лейтенанта Белова. С 5 июня полк ведет боевые действия на брянском направлении перед фронтами наступающих 16-й и 61-й армий. С 4 августа полк ведет боевые действия перед фронтами 20-й и 31-й армий в районе Зубцово, Гжатск, Вязьма, Дорогобуж. Со 2 по 15 сентября полк действует с аэродрома Борисово, поддерживая наступление 20-й, 23-й и 25-й армий на Ржев.
За период боевой работе в составе 232-й штурмовой авиадивизии на Западном фронте полк выполнил 224 боевых вылета, уничтожил и повредил 75 танков, 43 самолёта на земле и 3 в воздухе, 673 автомашины, 11 бензоцистерн, 245 повозок с грузом, 54 полевых орудия и 30 орудий зенитной артиллерии, 12 пулеметов, до 1640 солдат и офицеров.
15 сентября полк убыл на переучивание. 30 октября 1942 года приказом НКО № 273 полк убыл в Куйбышев в распоряжение командира 1-й запасной авиабригады для укомплектования личным составом и техникой. 10 ноября полк вошел в подчинение 216-й истребительной авиадивизии 4-й воздушной армии Закавказского фронта, где с 5 декабря начал боевую работу на моздокском направлении перед фронтом 44-й армии и 4-го гвардейского кавалерийского корпуса, действуя по переднему краю обороны противника и его подходящим резервам.
За период с 5 декабря по 7 января полк выполнил 90 боевых вылетов, уничтожил и повредил 13 танков, 6 самолёта на земле и 2 в воздухе, 170 автомашин, 30 повозок с грузом, 10 орудий, 4 миномета, до 580 солдат и офицеров.
С 7 января по 23 апреля 1943 года полк в составе 216-й истребительной авиадивизии 4-й воздушной армии Северо-Кавказского фронта полк выполнил 362 боевых вылета, уничтожил и повредил 50 танков, 7 самолёта на земле и 5 в воздухе, 668 автомашин, 111 повозок с грузом, 42 орудия, 7 минометов, до 2320 солдат и офицеров.
С 23 апреля полк выведен из боевой работы и перебазирован на аэродром Тихорецк для продолжения обучения. На основании шифротелеграммы командующего 4-й воздушной армии № 2618/ш от 29 апреля 1943 года полк 10 мая 1943 года полк вошел в состав 230-й штурмовой авиадивизии.
27 июня полк перебазировался на аэродром Ленинградская, выполнил 24 вылета на разведку побережья Азовского моря перед фронтом 58-й армии. Полк продолжал заниматься подготовкой лётного состава. На 1 августа 1943 года полк имел в боевом составе 17 Ил-2, 34 летчика и 18 воздушных стрелков.
С 27 декабря 1943 года полк выбыл из состава 230-й штурмовой авиадивизии приказом командующего 4-й воздушной армии и вошел в состав Резерва Ставки ВГК. За период боевой работы в составе дивизии полк выполнил 1665 боевых вылетов. С января 1944 года полк в составе вновь формирующейся 197-й штурмовой авиадивизии 6-го штурмового авиакорпуса Резерва Ставки ВГК.
В составе 197-й штурмовой авиадивизии 6-го штурмового авиакорпуса полк участвовал в Белорусской, Минской и Люблин-Брестской операциях. С января 1945 года в Варшавско-Познанской и Висло-Одерской операциях. С февраля 1945 года в Восточно-Померанской, а с 16 апреля 1945 года — в Берлинской наступательной операциях.
В составе действующей армии полк находился с 4 сентября 1941 года по 15 февраля 1942 года как 65-й штурмовой авиаполк, с 15 февраля по 30 октября 1942 года, с 28 ноября 1942 года по 28 декабря 1943 года, с 7 июля по 8 сентября 1944 года и с 25 ноября 1944 года по 9 мая 1945 года.
После войны полк в составе 197-й штурмовой авиадивизии базировался в составе 6-го штурмового Люблинского Краснознаменного авиакорпуса 16-й воздушной армии со 2 июня 1945 года в составе Группы советских оккупационных войск в Германии на аэродроме Штраусберг. В феврале 1946 года дивизия перебазирована в состав 11-й воздушной армии Тбилисского военного округа на аэродромы Армении. Полк перебазирован в посёлок Аржис Армянской ССР. После перебазирования был перевооружен на новые самолёты Ил-10. 28 июня 1946 года дивизия вместе с полками расформирована в составе 11-й воздушной армии Тбилисского военного округа.

## Командиры полка
- капитан, майор, подполковник, полковник Филин Василий Михайлович[7], 03.1938 — 18.07.1941
- подполковник Белоусов Владимир Игнатьевич[7], 21.06.1941 — 22.08.1941
- майор, подполковник Витрук Андрей Никифорович[1][7], 22.08.1941 — 08.03.1942
- подполковник Заноздра Владимир Григорьевич, 08.03.1942 — 1945

## В составе объединений
| Дата          | Фронт (округ)                                   | Армия                              | Корпус                           | Дивизия                                  | Примечания               |
| ------------- | ----------------------------------------------- | ---------------------------------- | -------------------------------- | ---------------------------------------- | ------------------------ |
| 03.1938 г.    | Ленинградский военный округ                     | ВВС Ленинградского военного округа | -                                | 2-я смешанная авиационная дивизия        |                          |
| 22.06.1941 г. | Ленинградский военный округ                     | ВВС Ленинградского военного округа | -                                | 2-я смешанная авиационная дивизия        |                          |
| 24.06.1941 г. | Северный фронт                                  | ВВС фронта                         | -                                | 2-я смешанная авиационная дивизия        |                          |
| 22.07.1941 г. | Орловский военный округ                         | ВВС округа                         | -                                |                                          |                          |
| 30.08.1941 г. | Ленинградский фронт                             | ВВС фронта                         |                                  | 3-я резервная авиационная группа         |                          |
| 03.10.1941 г. | Орловский военный округ                         | ВВС округа                         | -                                |                                          |                          |
| 25.10.1941 г. | Московский военный округ                        | ВВС Московского военного округа    | -                                |                                          |                          |
| 05.02.1942 г. | Западный фронт                                  | 16-я армия                         | ВВС 16-й армии                   |                                          |                          |
| 10.02.1942 г. | Западный фронт                                  | 1-я воздушная армия                |                                  |                                          |                          |
| 30.05.1942 г. | Западный фронт                                  | 1-я воздушная армия                |                                  | 232-я штурмовая авиационная дивизия      |                          |
| 15.09.1942 г. | Приволжский военный округ                       | ВВС Приволжского военного округа   | -                                |                                          | 1-я запасная авиабригада |
| 10.11.1942 г. | Закавказский фронт                              | 4-я воздушная армия                |                                  | 216-я истребительная авиационная дивизия |                          |
| 07.01.1943 г. | Северо-Кавказский фронт                         | 4-я воздушная армия                |                                  | 216-я истребительная авиационная дивизия |                          |
| 21.04.1943 г. | Северо-Кавказский фронт                         | 4-я воздушная армия                |                                  |                                          |                          |
| 29.04.1943 г. | Северо-Кавказский фронт                         | 4-я воздушная армия                | -                                | 230-я штурмовая авиационная дивизия      |                          |
| 27.12.1943 г. | Резерв Ставки ВГК                               |                                    |                                  |                                          |                          |
| 01.01.1944 г. | Резерв Ставки ВГК                               | -                                  | 6-й штурмовой авиационный корпус | 197-я штурмовая авиационная дивизия      |                          |
| 01.02.1944 г. | 2-й Украинский фронт                            | 5-я воздушная армия                | 6-й штурмовой авиационный корпус | 197-я штурмовая авиационная дивизия      |                          |
| 25.03.1944 г. | Резерв Ставки ВГК                               | -                                  | 6-й штурмовой авиационный корпус | 197-я штурмовая авиационная дивизия      |                          |
| 01.04.1944 г. | Харьковский военный округ                       | ВВС округа                         | 6-й штурмовой авиационный корпус | 197-я штурмовая авиационная дивизия      |                          |
| 07.07.1944 г. | 1-й Белорусский фронт                           | 6-я воздушная армия                | 6-й штурмовой авиационный корпус | 197-я штурмовая авиационная дивизия      |                          |
| 01.08.1944 г. | 1-й Белорусский фронт                           | 16-я воздушная армия               | 6-й штурмовой авиационный корпус | 197-я штурмовая авиационная дивизия      |                          |
| 08.09.1944 г. | Резерв Ставки ВГК                               | -                                  | 6-й штурмовой авиационный корпус | 197-я штурмовая авиационная дивизия      |                          |
| 25.11.1944 г. | 1-й Белорусский фронт                           | 16-я воздушная армия               | 6-й штурмовой авиационный корпус | 197-я штурмовая авиационная дивизия      |                          |
| 09.05.1945 г. | 1-й Белорусский фронт                           | 16-я воздушная армия               | 6-й штурмовой авиационный корпус | 197-я штурмовая авиационная дивизия      |                          |
| 10.06.1945 г. | Группа советских оккупационных войск в Германии | 16-я воздушная армия               | 6-й штурмовой авиационный корпус | 197-я штурмовая авиационная дивизия      |                          |
| 01.02.1946 г. | Тбилисский военный округ                        | 11-я воздушная армия               | -                                | 197-я штурмовая авиационная дивизия      |                          |

## Участие в операциях и битвах
- Битва за Ленинград
- Битва за Москву
- Ржевская битва
- Контрудар левого крыла Западного фронта в районе Сухиничи и Козельск — с 22 по 29 августа 1942 года.
- Битва за Кавказ
- Северо-Кавказская наступательная операция — с 13 декабря 1942 года по 4 февраля 1943 года.
- Ростовская операция — с 1 января 1943 года по 18 февраля 1943 года.
- Краснодарская наступательная операция — с 9 февраля 1943 года по 16 марта 1943 года.
  - Новороссийская десантная операция — с 9 сентября 1943 года по 16 сентября 1943 года.
  - Таманская наступательная операция — с 10 сентября 1943 года по 9 октября 1943 года.
- Воздушные сражения на Кубани — с апреля 1943 года по июль 1943 года
- Белорусская операция (1944) с 7 июля 1944 года по 29 августа 1944 года.
  - Минская операция[8] с 29 июня 1944 года по 4 июля 1944 года
  - Люблин-Брестская операция[8] с 18 июля 1944 года по 2 августа 1944 года.
- Висло-Одерская операция с 12 января 1945 года по 3 февраля 1945 года.
- Варшавско-Познанская операция[8] с 14 января 1945 года по 3 февраля 1945 года.
- Восточно-Померанская операция[8] с 10 февраля 1945 года по 20 марта 1945 года.
- Берлинская операция[8] с 16 апреля 1945 года по 8 мая 1945 года.

## Почётные наименования
- 765-му штурмовому авиационному полку за отличие в боях при овладении городом Варшава — важнейшим стратегическим узлом обороны немцев на реке Висла Приказом НКО СССР от 19 февраля 1945 года на основании Приказа ВГК № 223 от 17 января 1945 года присвоено почётное наименование «Варшавский»[9].

## Награды
- 765-й штурмовой авиационный Варшавский полк за образцовое выполнение заданий командования в боях с немецкими захватчиками за овладение городом Альтдамм и проявленные при этом доблесть и мужество Указом Президиума Верховного Совета СССР от 3 мая 1945 года награждён орденом «Суворова III степени»[10].

## Благодарности Верховного Главнокомандующего
Воинам полка в составе 230-й штурмовой авиадивизии Верховным Главнокомандующим объявлена благодарность за отличие в боях при завершении разгроме таманской группировки противника, ликвидации оперативно важного плацдарма немцев на Кубани, обеспечивавшего им оборону Крыма и возможность наступательных действий в сторону Кавказа, за отличие в боях за освобождение Таманского полуострова.
Воинам полка в составе 197-й штурмовой авиадивизии Верховным Главнокомандующим объявлены благодарности:
- За отличие в боях при овладении городом и крепостью Демблин (Ивангород) — крупным железнодорожным узлом и мощным опорным пунктом обороны немцев на реке Висла[12].
- За отличие в боях при овладении городом Варшава — важнейшим стратегическим узлом обороны немцев на реке Висла[9].
- За отличие в боях при овладении городами и крупными узлами коммуникаций Сохачев, Скерневице и Лович — важными опорными пунктами обороны немцев[13].
- За отличие в боях при овладении городами Бервальде, Темпельбург, Фалькенбург, Драмбург, Вангерин, Лабес, Фрайенвальде, Шифельбайн, Регенвальде и Керлин — важными узлами коммуникаций и сильными опорными пунктами обороны немцев в Померании[14].
- За отличие в боях при овладении городами Штаргард, Наугард, Польцин — важными узлами коммуникаций и мощными опорными пунктами обороны немцев на штеттинском направлении[15].

## Отличившиеся воины
- Паршин Георгий Михайлович, капитан, лётчик 65-го штурмового авиационного полка (с января 1942 года), командир звена, заместитель командира авиационной эскадрильи 765-го штурмового авиационного полка (декабрь 1942 — апрель 1943), за мужество и героизм, проявленные в боях с немецко-фашистскими захватчиками Указом Президиума Верховного Совета СССР от 19 августа 1944 года присвоено звание Героя Советского Союза с вручением ордена Ленина и медали «Золотая Звезда» (№ 4345). Указом Президиума Верховного Совета СССР от 19 апреля 1945 года командир 943-го штурмового авиационного полка майор Паршин Георгий Михайлович награждён второй медалью «Золотая Звезда» (№ 40).
- Белоусов Владимир Игнатьевич, капитан, командир эскадрильи 9-го штурмового авиационного полка 7-й армии Северо-Западного фронта Указом Президиума Верховного Совета СССР от 21 марта 1940 года за образцовое выполнение боевых заданий командования и проявленные при этом отвагу и геройство присвоено звание Героя Советского Союза с вручением ордена Ленина и медали «Золотая Звезда» (№ 252).
- Витрук Андрей Никифорович, подполковник, командир 65-го штурмового авиационного полка Московской зоны обороны Указом Президиума Верховного Совета СССР от 24 февраля 1942 года за умелое командование полком, образцовое выполнение боевых заданий командования на фронте борьбы с немецко-фашистскими захватчиками и проявленные при этом отвагу и героизм присвоено звание Героя Советского Союза с вручением ордена Ленина и медали «Золотая Звезда» (№ 647).
- Краснопёров Сергей Леонидович, летчик полка с ноября 1942 года, удостоен звания Героя Советского Союза с вручением ордена Ленина и медали «Золотая Звезда» (№ 3250) Указом Президиума Верховного Совета СССР от 4 февраля 1944 года за образцовое выполнение боевых заданий командования на фронте борьбы с немецко-фашистскими захватчиками и проявленные при этом мужество и героизм будучи командиром звена 502-го штурмового авиационного полка 214-й штурмовой авиационной дивизии 4-й воздушной армии Северо-Кавказского фронта.
- Невкипелый Георгий Терентьевич, капитан, командир эскадрильи, Указом Президиума Верховного Совета СССР от 24 февраля 1942 года за образцовое выполнение боевых заданий командования и проявленные при этом мужество и героизм посмертно присвоено звание Героя Советского Союза.

## Базирование
| Период            | Место базирования    |
| ----------------- | -------------------- |
| 05.1945 — 01.1946 | Штраусберг, Германия |
| 01.1946 — 06.1946 | Аржис, Армянская ССР |

## Интересные факты
- В истории штурмовой авиации был первый случай, когда муж и жена летали вместе на одном самолёте в 765-м штурмовом авиационном полку. Лётчик украинец капитан Ликаренко Пётр Павлович и черкешенка воздушный стрелок старшина Богузокова Лёля Магометовна.[значимость факта?]